# Khi d'Aquari
Khi d'Aquari (χ Aquarii) és una estrella de la Constel·lació d'Aquari.
Khi d'Aquari és una estrella gegant vermella del tipus M de la magnitud aparent +4,93. Està aproximadament a 640 anys llum de la Terra. Està classificada com una estrella variable irregular i la seva claror varia de +4,90 a +5,06.